# Cebek Čančinov

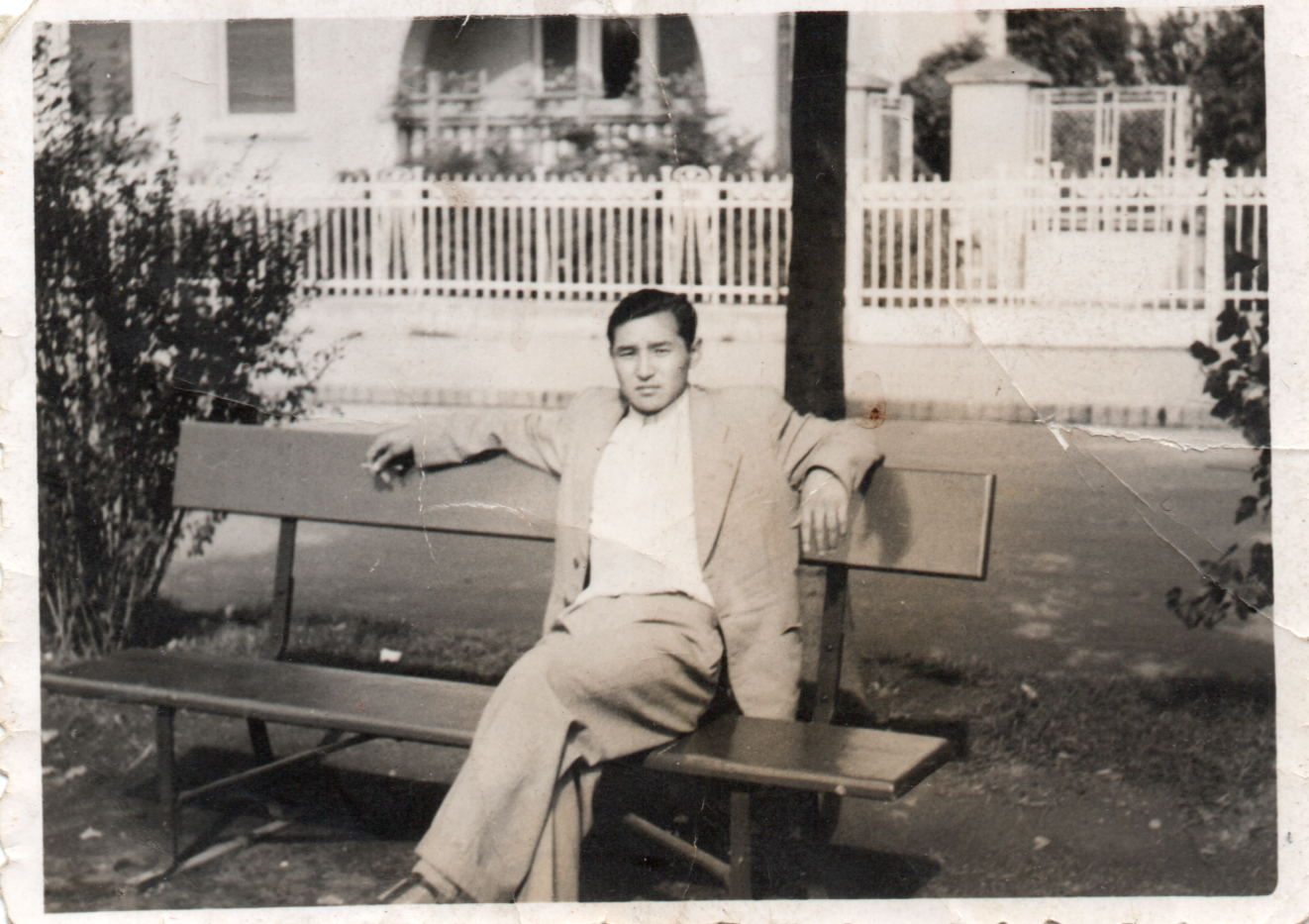
Cebek Čančinov

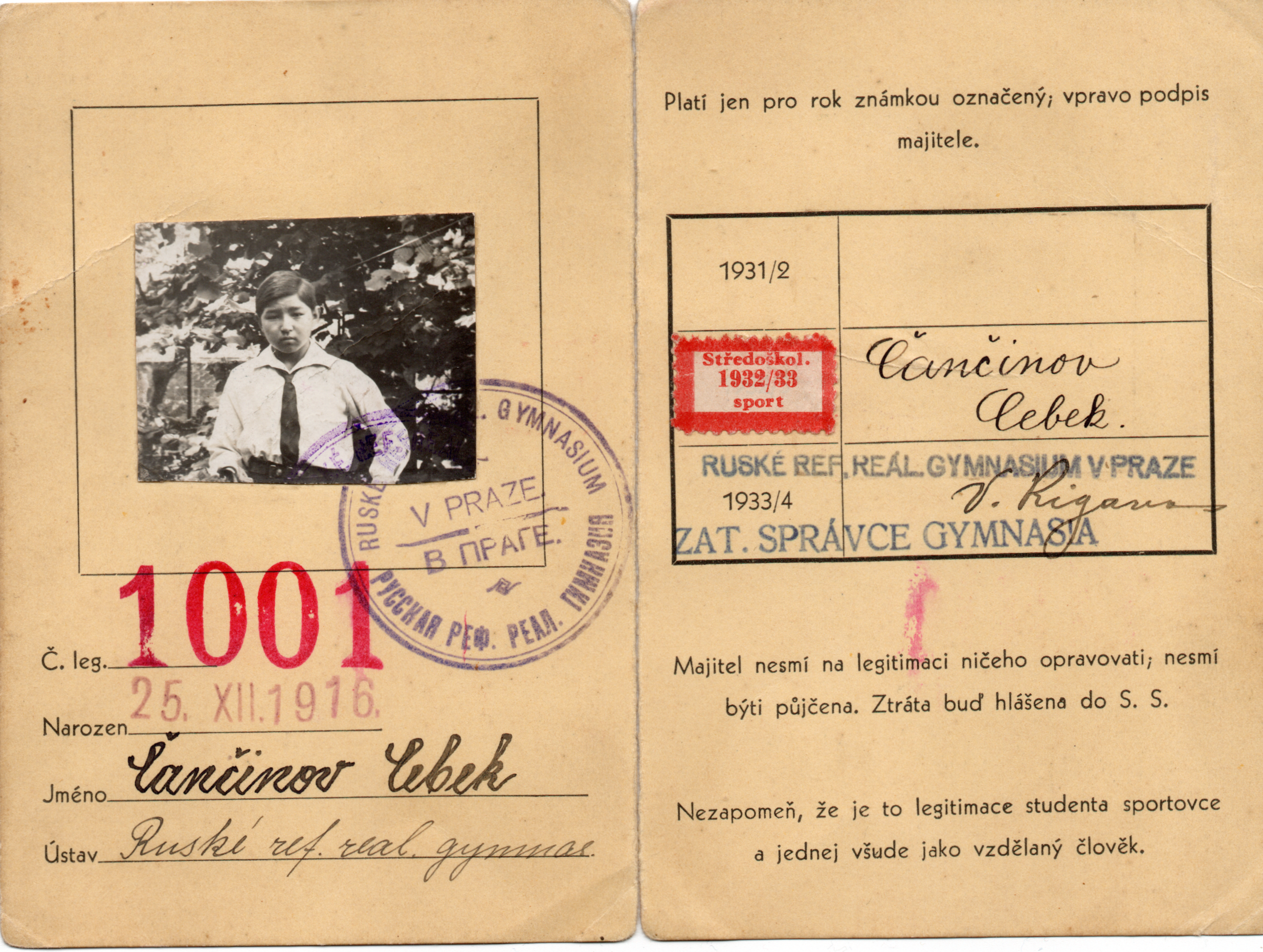
Preukaz

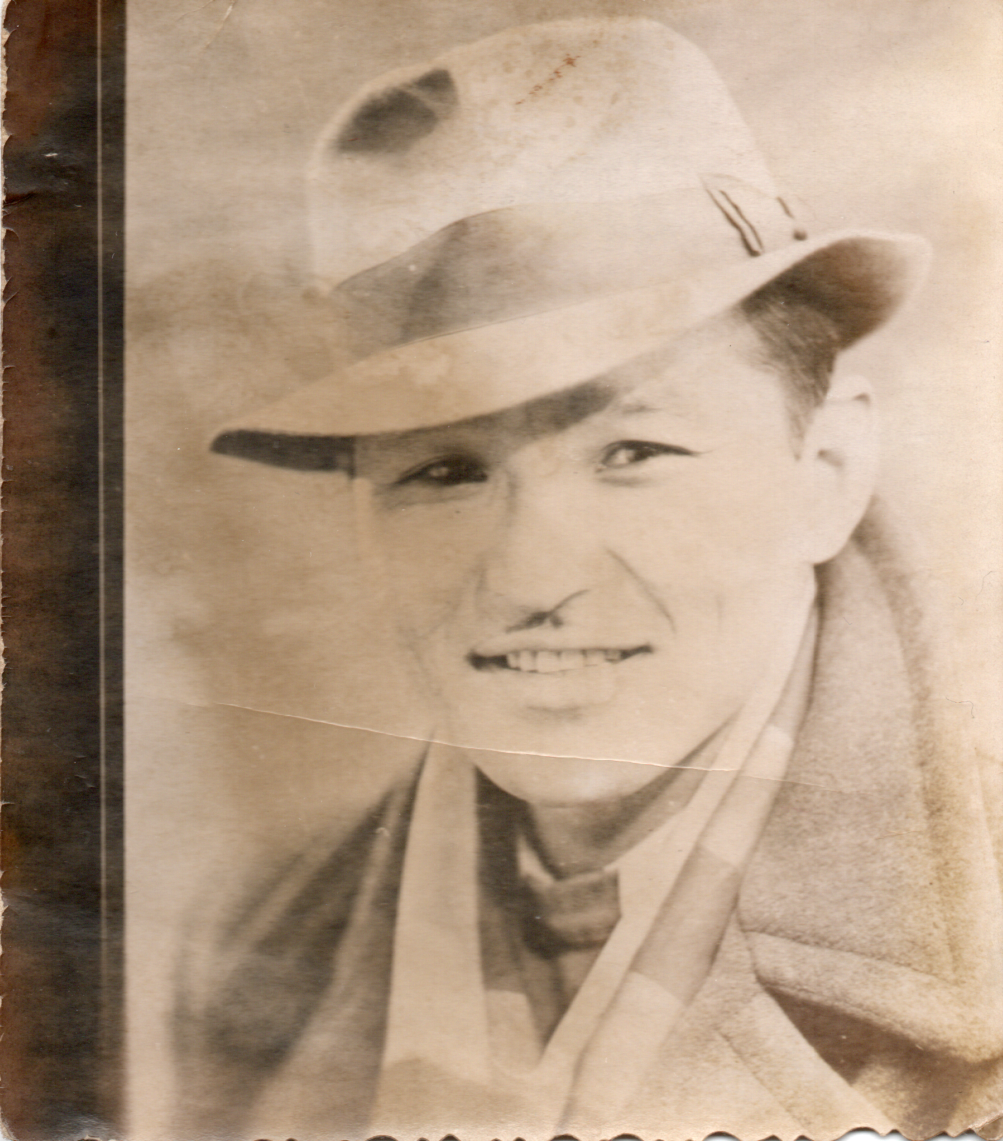
5

Cebek Čančinov (rusky Цебек Чанчинов, ukrajinsky Цебек Чанчінов, maďarsky Csancsinov Cebek; 25. prosince 1916 Denisovka – 17. října 1984 Košice) byl československý fotbalový útočník a trenér kalmyckého původu. Po pádu carství v Rusku odešli jeho rodiče přes Turecko a Bulharsko do Francie, Cebek však zůstal v Praze, kde začal navštěvovat ruskou školu a hrát fotbal. Po válce žil v Sobrancích, zemřel na leukemii v košické fakultní nemocnici L. Pasteura. Jeho pravnučka je restaurátorka.

## Hráčská kariéra
V československé lize hrál před válkou za Viktoriu Žižkov a po válce za Jednotu Košice, celkem vstřelil 4 branky. Za války hrál v Maďarsku druhou nejvyšší soutěž.

### Prvoligová bilance
| Ročník             | Zápasy | Góly | Minuty | Klub               |
| ------------------ | ------ | ---- | ------ | ------------------ |
| I. liga 1936/37    | –      | 3    | –      | SK Viktoria Žižkov |
| I. liga 1937/38    | –      | 0    | –      | SK Viktoria Žižkov |
| I. liga 1945/46    | –      | 1    | –      | ŠK Jednota Košice  |
| CELKEM I. ČS. LIGA | –      | 4    | –      |                    |

## Trenérská kariéra

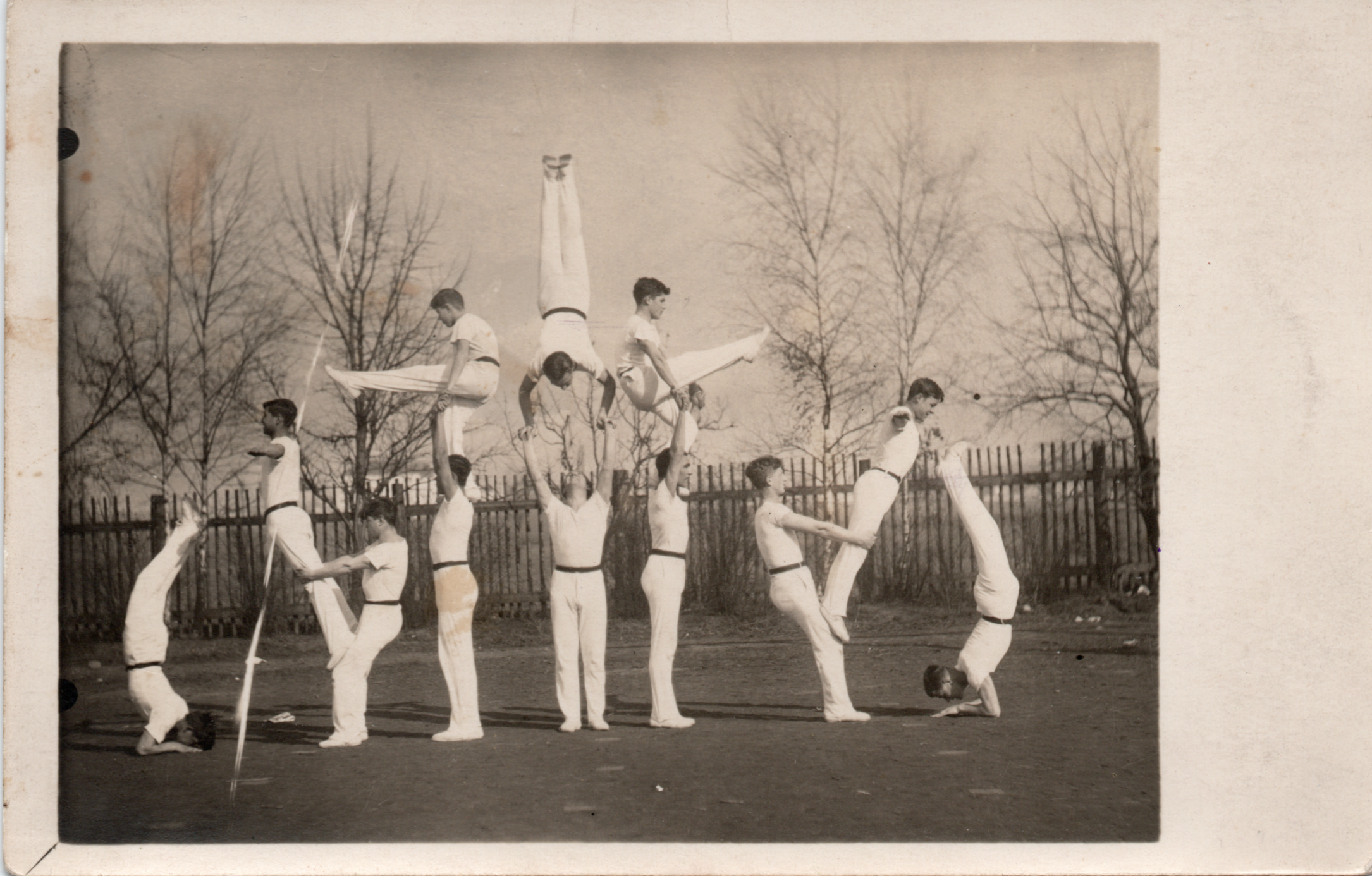
4

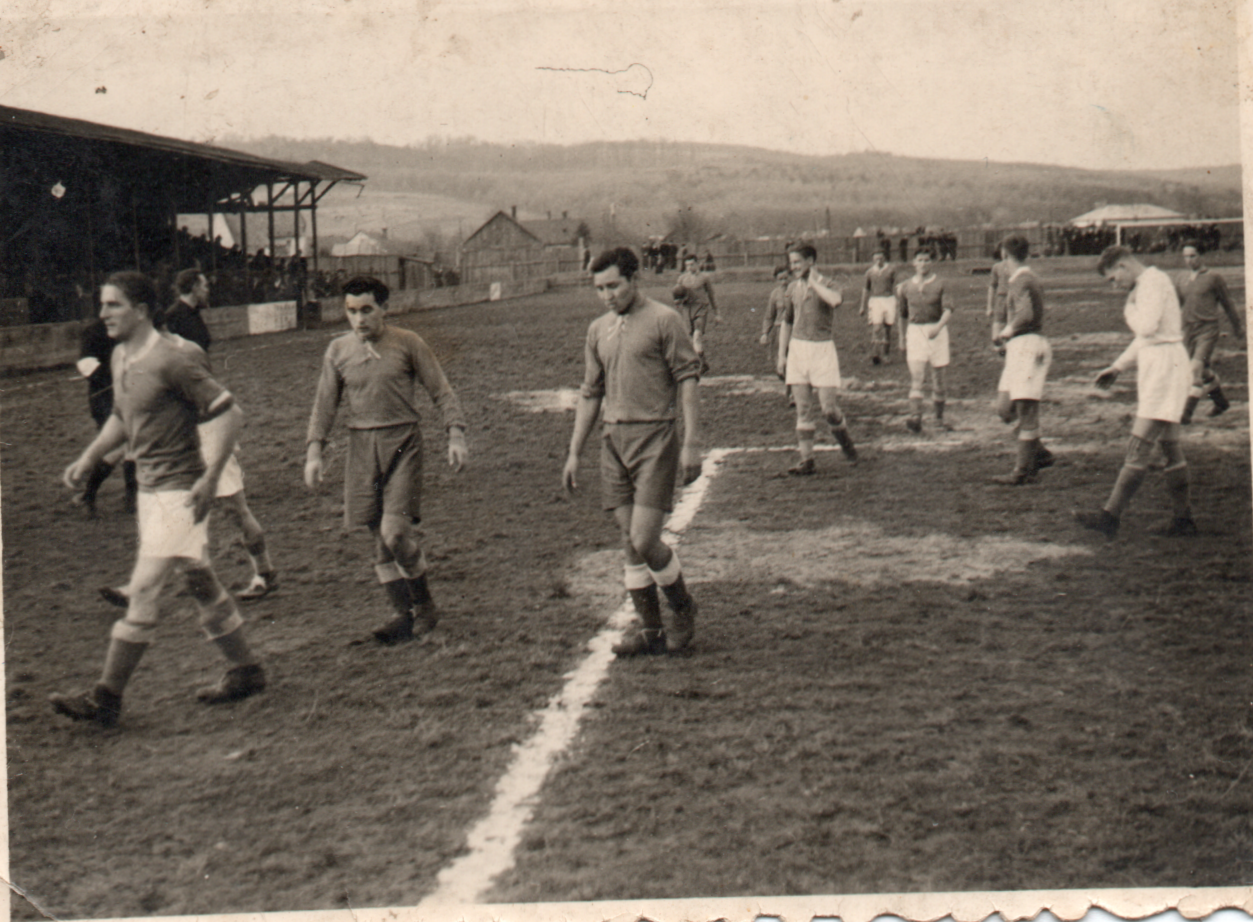
3

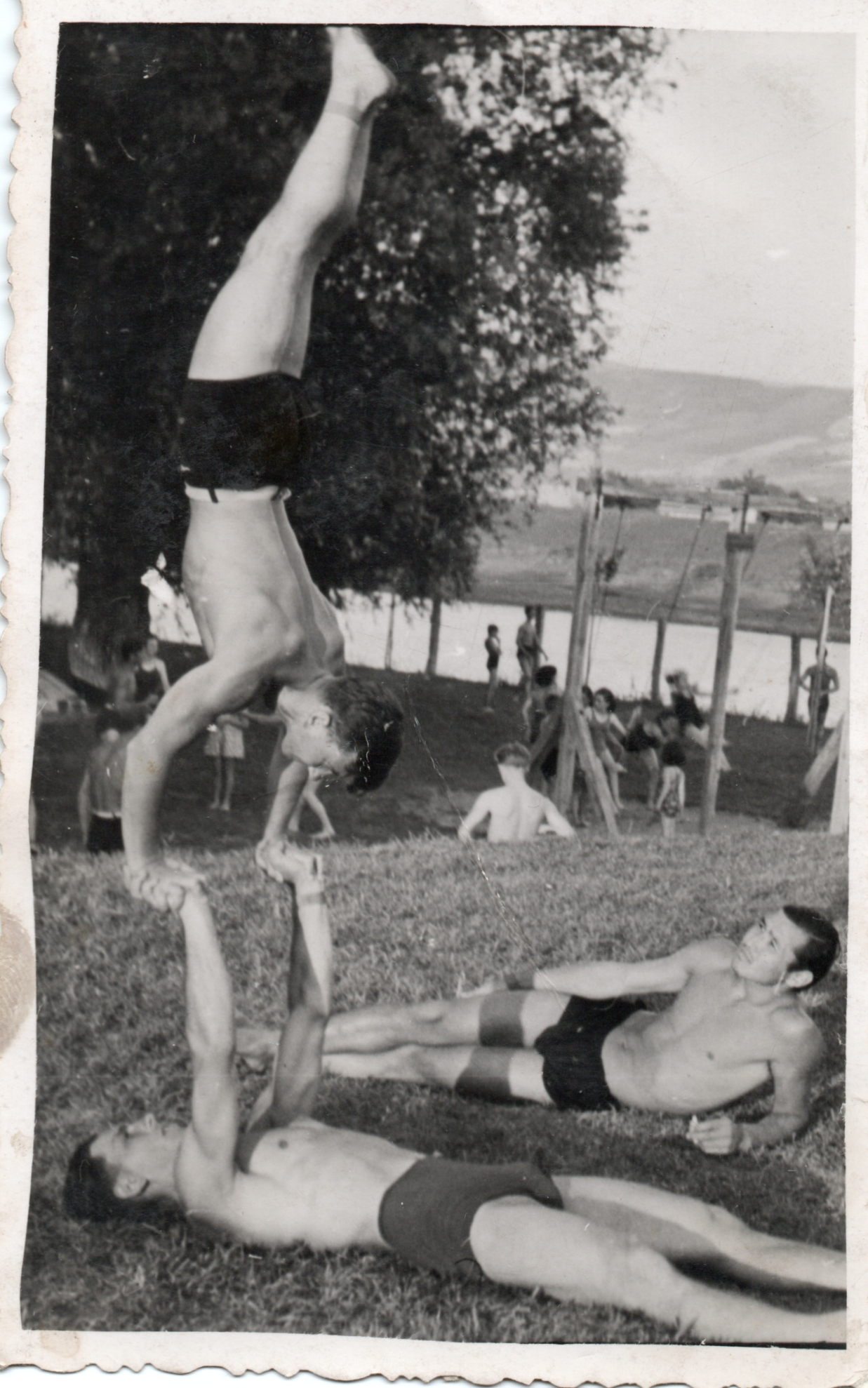
2

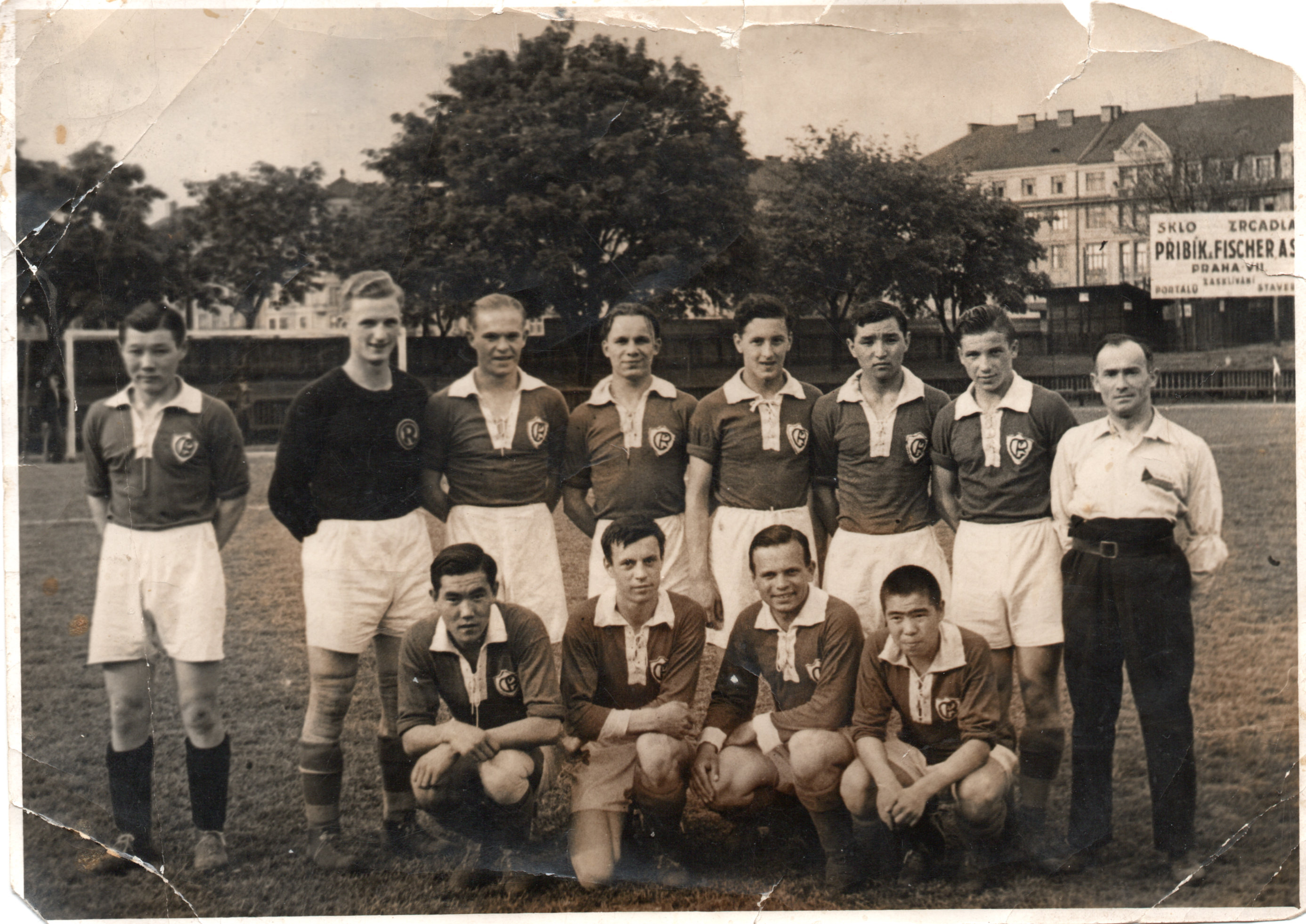
1

Po skončení hráčské kariéry se stal trenérem v Sobranciach.
Fotogagrafie

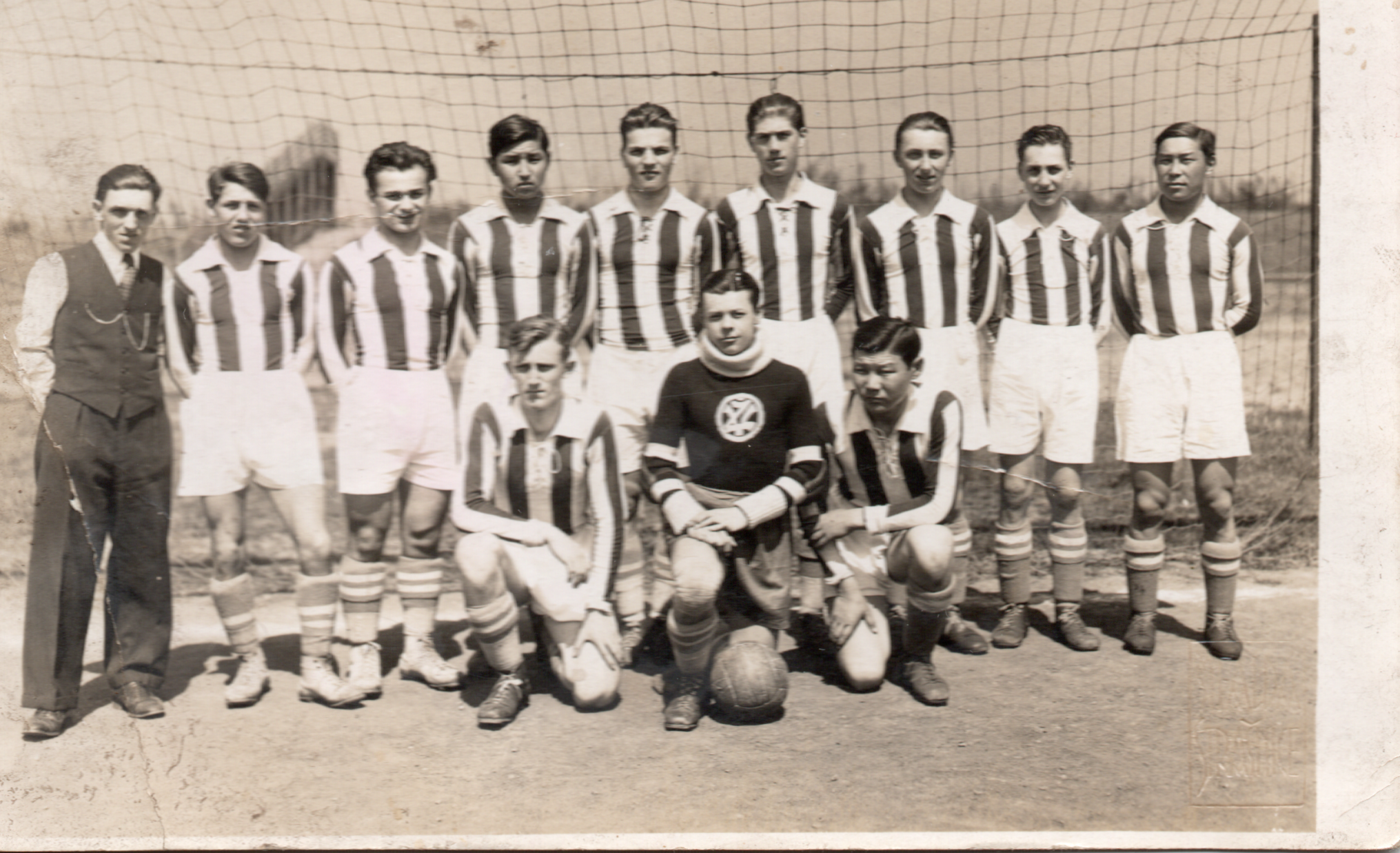
7

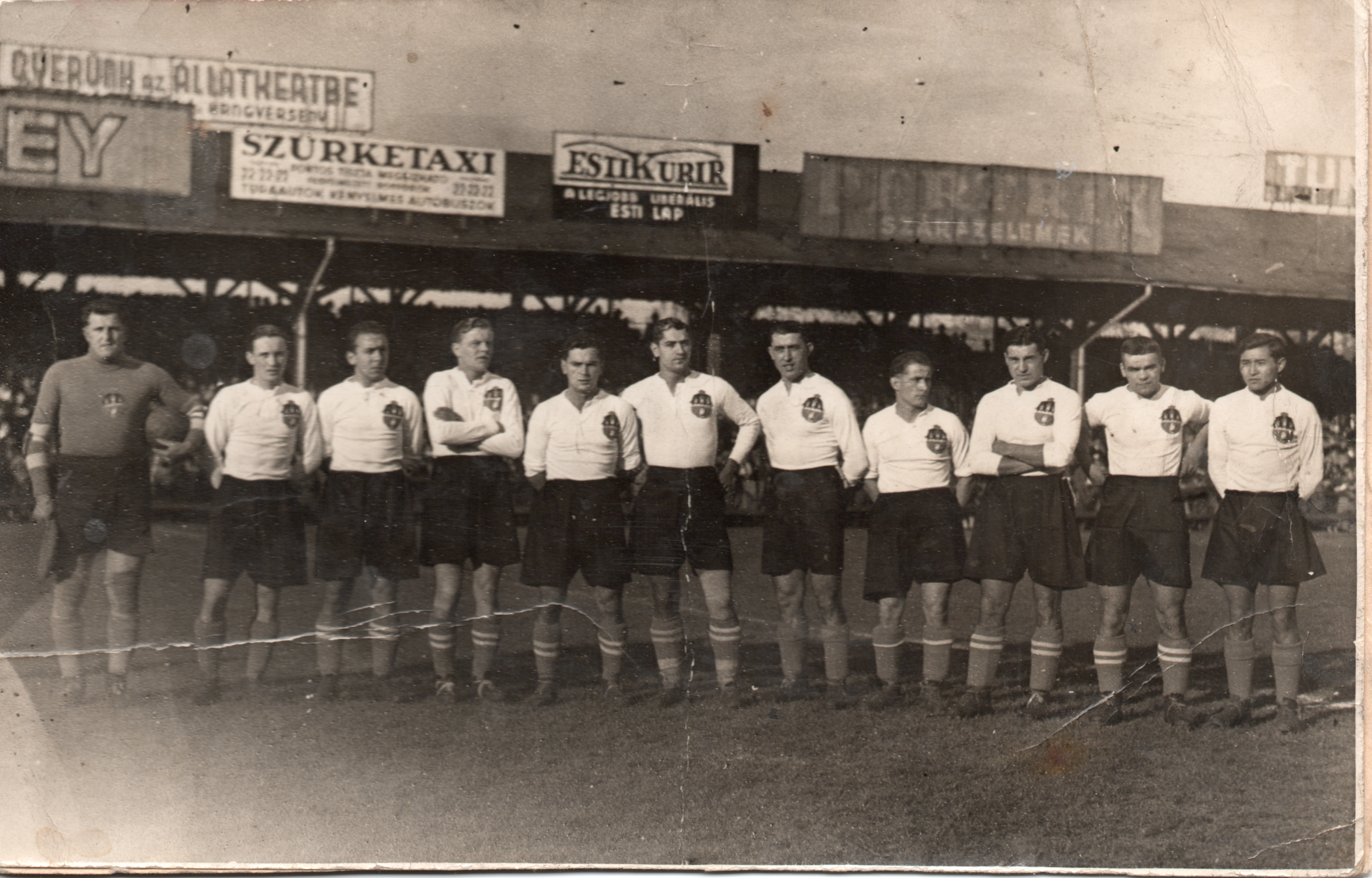
6

- 4

- 3

- 2

- 1